# نيك ستون
نيك ستون (بالإنجليزية: Nick Stone)‏ (و. 1966  م) هو روائي، وكاتب بريطاني، ولد في كامبريدج.

## التعليم
تعلم في كلية يسوع ‏
.